# Апельсиновий мармелад (серіал)
Апельсиновий мармелад (кор. 오렌지 마말레이드) — це південнокорейський телесеріал, що заснований на вебкоміксу під такою ж самою назвою. Телесеріал розповідає історію про світ, в якому люди живуть разом із вампірами. Він показувався на каналі KBS 2 щоп'ятниці о 22:45 з 15 травня по 24 липня 2015 року. У головних ролях Йо Чін Ку, Кім Соль Хьон, Лі Чон Хьон, Гіль Ин Хє.

## Сюжет
Події серіалу розгортаються у світі, де люди співіснують з вампірами, при чому люди керують та ужимають права вампірів протягом 300 років. Че Мін найпопулярніший учень серед дівчат у школі, який зневажає вампірів. Він закохується в Ма Рі, нову ученицю їхнього школи. Ма Рі приховує, що вона є вампіром.

## Акторський склад

### Головні ролі
- Йо Чін Ку — у ролі Чон Че Міна.[11][12] Спортивний, гарний та розумний хлопець яким захоплюються всі дівчата в школі, але він тримається на відстані від всіх та нікому не відкриває свого серця. Раніше він займався музикою але закинув улюблену справу щоб насолити своїй матері якій не може пробачити одруження з вампіром, бо він ненавидить вампірів всім серцем. Одного разу в його класі з'являється нова учениця яка одразу привертає його увагу, але він незнає що вона вампір.
- Кім Соль Хьон — у ролі Пек Ма Рі[13][14] Дівчина єдина мрія якої закінчити спокійно школу. Щоб ніхто не дізнався що вона вампір, їй доводиться постійно змінювати школи. Перевівшись в клас Че Міна вона намагається якомога менше привертати до себе уваги, але чим більш вона намагається, тим більше однокласники помічають що з нею щось не так. Одного разу всі дізнаються що вона вампір, але вона вирішує не тікати а спробувати довести однокласникам безпечність співіснування з вампірами.
- Лі Чон Хьон[en] — у ролі Хан Сін Ху.[15][16] Молодий вампір, друг Ма Рі, батьки якого були ув'язнені через те що недогледіли за маленьким Сі Ху і він напав на людину. Його дуже дратує система співіснування яка побудована на користь людей та всіляко утискає вампірів, але змінити він нічого не може.
- Гіль Ин Хє[en] — у ролі Чо А Ри.[17] Найкраща учениця школи, була закохана у Че Міна, але пізніше обрала Сі Ху.

### Другорядні ролі

#### Сім'я Ма Рі
- Ан Гіль Кан[en] — у ролі Пек Син Хуна. Батько Ма Рі.
- Юн Є Хї[ko] — у ролі Сон Сон Хви. Мати Ма Рі.
- Чо І Хьон — у ролі Пек Йо Сопа. Маленький брат Ма Рі.

#### Сім'я Че Міна
- Лі Іль Хва[en] — у ролі Кан Мін Ха. Мати Че Міна яка вийшла заміж за вампіра.
- Сон Чон Хо[en] — у ролі Хан Юн Дже. Вітчим Че Міна та дядько Сі Ху, працює викладачем в школі Че Міна.

#### Інші
- Пак Гон Тхе[en] — у ролі Хван Бьом Сона. Однокласник та найкращий друг Че Міна.
- Чо Мін Кі[en] — у ролі Чон Пьон Квон

## Оригінальні звукові доріжки
| Orange Marmalade OST | Orange Marmalade OST                | Orange Marmalade OST                   | Orange Marmalade OST |
| #                    | Назва                               | Виконавець                             | Тривалість           |
| -------------------- | ----------------------------------- | -------------------------------------- | -------------------- |
| 1.                   | «Heart Breaking (New ver.)»         | Хван Хий                               | 4:30                 |
| 2.                   | «Heart Breaking»                    | Хван Хий                               | 4:32                 |
| 3.                   | «Attracted Women»                   | Monsta X                               | 3:58                 |
| 4.                   | «I Know»                            | LILY JIN MORROW                        | 4:00                 |
| 5.                   | «Can't See Enough of You»           | Чімін Пак (15&)                        | 4:18                 |
| 6.                   | «If I Had You»                      | Кім На Йон                             | 4:21                 |
| 7.                   | «Shiny Day»                         | Lily Jin Morrow, Cho Seung Hyun (RACE) | 3:38                 |
| 8.                   | «It's Fine (Band ver.)»             | Orange Marmalade                       | 3:51                 |
| 9.                   | «Memories Abour You»                | Orange Marmalade                       | 3:55                 |
| 10.                  | «The Dreamer»                       | Orange Marmalade                       | 3:16                 |
| 11.                  | «Somebody»                          | Orange Marmalade                       | 2:47                 |
| 12.                  | «Heart Breaking (New ver.) (inst.)» | Хван Хий                               | 4:30                 |
| 13.                  | «Heart Breaking (inst.)»            | Хван Хий                               | 4:32                 |
| 14.                  | «Attracted Women (inst.)»           | Monsta X                               | 3:59                 |
| 15.                  | «I Know (inst.)»                    | LILY JIN MORROW                        | 4:00                 |
| 16.                  | «Can't See Enough of You (inst.)»   | Чімін Пак (15&)                        | 4:18                 |
| 17.                  | «If I Had You (inst.)»              | Кім На Йон                             | 4:21                 |
| 18.                  | «Shiny Day (inst.)»                 | Lily Jin Morrow, Cho Seung Hyun (RACE) | 3:38                 |

## Рейтинги
Найнижчі рейтинги позначені синім кольором, а найвищі — червоним кольором.
| 1  | 15 травня 2015 | 4,8 % | 4,2 % |
| 2  | 15 травня 2015 | 3,7 % | 3,3 % |
| 3  | 22 травня 2015 | 3,9 % | 4,1 % |
| 4  | 29 травня 2015 | 3,6 % | 3,3 % |
| 5  | 5 червня 2015  | 4,4 % | 3,9 % |
| 6  | 12 червня 2015 | 4,2 % | 4,9 % |
| 7  | 19 червня 2015 | 3,9 % | 3,4 % |
| 8  | 26 червня 2015 | 2,8 % | 2,5 % |
| 9  | 3 липня 2015   | 3,2 % | 2,8 % |
| 10 | 10 липня 2015  | 2,6 % | 3,1 % |
| 11 | 17 липня 2015  | 2,5 % | 2,6 % |
| 12 | 24 липня 2015  | 2,3 % | 2,4 % |

## Нагороди та номінації
| Нагорода               | Категорія                | Отримувач     | Результат | Примітки      |
| ---------------------- | ------------------------ | ------------- | --------- | ------------- |
| 29-та Премія KBS драма | Нагорода новачку         | Йо Чін Ку     | Перемога  | [ 19 ] [ 20 ] |
| 29-та Премія KBS драма | Нагорода за популярність | Кім Соль Хьон | Перемога  | [ 19 ] [ 20 ] |